# La Mariane
Pour l'œuvre de Voltaire, voir Hérode et Mariamne.
La Mariane est une tragédie en cinq actes et en vers de Tristan L'Hermite, créée au printemps 1636 à Paris, au théâtre du Marais, et achevée d'imprimer le 15 février 1637. Dédiée à son protecteur Gaston d'Orléans, la pièce compte 1 812 vers, alexandrins et hexasyllabes pour les stances de l'acte IV, scène II.
La pièce reçoit un accueil triomphal, notamment grâce à la participation du grand acteur Montdory dont l'interprétation du rôle d'Hérode marque les esprits. Contemporaine du Cid, cette tragédie place son auteur comme un rival de Corneille et un précurseur de Racine.
L'œuvre fait date : Marcel Arland y voit « la première tragédie française qui offre des lignes aussi simples, et la première qui fasse de l'étude d'une passion son objet essentiel ». Rééditée dix fois du vivant de l'auteur, Imprimée dans la collection de La Pléiade comme en livre de poche, cette pièce est l'œuvre la plus disponible de Tristan : « elle émeut encore et l'on peut aisément comprendre la faveur qui l'accueillit ».
Avec La Mort de Sénèque et Osman, cette tragédie est inscrite au programme de l'agrégation de lettres modernes en 2023.

## Source
Tristan s'inspire de la Mariamne d'Alexandre Hardy (1610). Les deux pièces ont leur source dans les Antiquités judaïques (livre XV) de Flavius Josèphe.

## Personnages
- Hérode, roi de Judée
- Tharé, capitaine des gardes
- Phérore, frère d'Hérode
- Salomé, sœur d'Hérode
- Mariane, épouse d'Hérode
- Alexandra, mère de Mariane
- Dina, dame d'honneur et confidente de Mariane
- L'échanson
- Le grand prévôt
- Soême, serviteur d'Hérode
- Narbal, gentilhomme qui raconte la mort De Mariane
- Deux juges
- L'Eunuque
- Le concierge
- Figurants : gardes, domestiques.

L'action se déroule dans Jérusalem.

## Résumé
La pièce est parfois renommée La Marianne ou Mariamne : « En ce qui concerne le prénom Mariane, il semble préférable de conserver l'orthographe adoptée par Tristan. Il ne s'agit pas du prénom Marianne ou Marie-Anne, mais en fait plutôt de Mariam, devenu Mariamne puis Mariane au XVIIe siècle ».
L'auteur a donné lui-même l'« argument » de sa tragédie, acte par acte, dans l'édition originale de 1637.

### Acte I
Hérode s’éveille en sursaut à la suite d’un cauchemar.
Phérore minimise la véracité des songes, mais Hérode lui rappelle qu’il a bien reçu le présage de la mort de son frère aîné Joseph lors d’un rêve.
Phérore partage la théorie des humeurs qui circulent en chaque être, et l’excès de l’une colorerait les songes.
Il propose aussi que les mœurs d’une personne induiraient certains types de rêves. Hérode réfute.
Hérode conte alors son cauchemar à son frère et sa sœur.
Il s’agit de l’apparition d’Aristobule (le frère de la Reine Mariane dont il a ordonné l’assassinat) qui lui lance des malédictions, revêtant les traits d’un noyé enragé.
Comme pour se rassurer, Hérode rappelle sa puissance militaire actuelle. Que peut-il lui arriver ?
Salomé et Phérore le confortent dans sa toute-puissance politique.
Cependant, Hérode finit par se lamenter du seul malheur qui l’atteint : Mariane, qu’il aime passionnément, se refuse obstinément à lui. Son frère et sa sœur fustigent cette mauvaise union.
Salomé rapporte que ses espions lui remontent avec quelle insolence Mariane parle du Roi, risquant de faire naître une rébellion du peuple.
Hérode minimise ces mises en garde et pense pouvoir amadouer la Reine. Il charge Soême d’un message pour Mariane et lui demande de lui rapporter la réaction de cette dernière lorsqu’il lui délivrera son message

### Acte II
Dina conseille à Mariane de se forcer à aimer Hérode, ou au moins de faire semblant. Mariane s’y refuse catégoriquement.
Dina évoque les espions de Salomé et demande si Hérode a nouvellement blessé sa maîtresse pour qu’elle lui témoigne tant de ressentiment.
Mariane conte les meurtres commis par le commandement du Roi à l’encontre de sa famille (son grand-père Hyrcan et son frère Aristobule).
Dina prie sa maîtresse de laisser le temps affaiblir son ressentiment plutôt que de le ressasser.
Mariane lui rappelle que Hérode a chargé Soême de la tuer si le Roi venait à trépasser lors de son voyage à Rhodes. Dina concède que c’est tyrannique, mais demande tout de même à Mariane de faire un effort pour le bien de ses enfants. Mariane s’y refuse toujours.
Salomé a entendu les plaintes de Mariane. On ressent l’animosité entre les deux femmes par l’échange de courtes piques pleines de sous-entendus.
Mariane se plaint auprès de Salomé d’être espionnée, et lui rappelle en passant que sa noble condition n’est due qu’à son propre mariage avec son frère Hérode. Salomé prend la défense du Roi.
La Reine assure n’être pas la seule parmi les honnêtes gens à détester Hérode.
Échange de fausse modestie hypocrite entre Mariane et Salomé. Mariane part rencontrer le Roi. Une fois seule, Salomé se jure de se venger de l’attitude hautaine et dédaigneuse dont fait preuve Mariane.
Elle dévoile qu’elle a échafaudé un plan pour perdre la Reine grâce à l’Échanson.
Celui-ci exprime sa crainte d'exécuter les commandements de Salomé, qui lui demande de délivrer un faux témoignage.
Elle tente de le rassurer en minimisant l’implication de l’Échanson par rapport à la sienne et lui réassure du succès assuré de l’affaire.
Elle conseille à l’Échanson de se convaincre lui-même du mensonge pour paraître le plus crédible possible. Elle lui rappelle le discours qu’il doit tenir devant le Roi : il s’agit de le prévenir que Mariane préparerait un Philtre d’Amour qu’elle souhaite faire boire à son mari, sous-entendant innocemment qu’il pourrait s’agir en fait d’un poison.
Hérode chasse Mariane, qui vient de le mettre en furie en se refusant toujours à lui. Il annonce qu’il se méfiera dorénavant d’elle.
Hérode conte son entrevue avec sa femme à Salomé. Il se sent injurié d’être méprisé ainsi.
Salomé le met en garde contre sa trop grande clémence envers l’attitude de Mariane, et lui indique que sa sûreté peut être en danger.
L’Échanson vient alors délivrer son mensonge. Le terreau de défiance tout préparé par Salomé dans l’esprit du Roi accueille la nouvelle avec fureur.
Hérode mande son Capitaine et lui ordonne d’arrêter Mariane.
Phérore s’interroge sur la mine du Roi, Salomé feint de ne pas savoir de quoi il retourne.
Hérode annonce qu’il va juger Mariane lors d’un procès.

### Acte III
Hérode ouvre le procès de Mariane en demandant de la neutralité à son Conseil, mais ne peut s’empêcher lui-même de juger négativement la démarche fière de Mariane qui s’avance.
Le Roi accuse directement, Mariane se défend avec insolence.
L’Échanson témoigne de nouveau faussement devant Mariane. Elle est d’abord outrée mais montre sa grandeur d’âme en lui pardonnant.
La Reine utilise sa noblesse et la vertu qui l’accompagne comme seule défense et rappelle une fois encore les sombres actions de son mari.
Celui-ci refuse d’en entendre plus et somme son Conseil de rendre promptement son verdict. Seul le juge Sadoc demande une peine de prison plutôt que la mort, tant que la tentative d’empoisonnement n’est pas avérée. Hérode se montre fâché.
Mariane ne demande grâce que par pitié pour ses enfants qui perdraient leur mère et se retrouveraient à la merci d’un père cruel.
Hérode cède facilement aux quelques larmes de Mariane, mais espère ardemment qu’en remerciement de sa grâce, la Reine se montrera encline à s’offrir à lui.
Mais celle-ci se montre toujours inflexible et rappelle à Hérode son ordre passé à Soême de la tuer s’il arrivait malheur au Roi.
Hérode ordonne l’arrestation de Soême et ses présumés complices sur-le-champ, pour avoir révélé ce dessein secret.
Le Roi sombre dans la paranoïa et se figure que pour oser le trahir, Soême n’a pu qu’être charmé par la Reine. Il est persuadé d’avoir été trompé. Il compte punir sa femme en châtiant durement son supposé amant.
Soême avoue avoir lâché son secret à Mariane seulement par imprudence et se défend de toute trahison.
Il est abasourdi des accusations que le Roi fait poser sur lui, il ne parvient pas à se défendre convenablement et semble même faire la leçon en montrant l’absurdité de faire peser une telle honte sur une reine si pure.
Le Roi condamne Soême à mort.
Il condamne expressément aussi l'Eunuque de la Reine à la torture jusqu’à ce que mort s’en suive, convaincu de sa complicité dans l’adultère.

### Acte IV
Hérode se pense soutenu par un esprit lors de ses conquêtes et protégé du malheur par lui, en lui révélant le projet d’empoisonnement dont il était l’objet.
Néanmoins il se désespère d’être tant amoureux d’une femme adultère et de ne pouvoir la châtier sans se faire souffrir lui-même.
Salomé réclame quant à elle la mort de Mariane pour cet affront.
Hérode préfère emprisonner Mariane à vie, espérant qu’elle se repente dans la honte. Phérore et Salomé le mettent en garde contre une haine qu’elle pourrait laisser croître, dont le Ciel sera peut-être lassé de le protéger.
Phérore prend l’exemple de Hyrcan, qui aurait conspiré contre Hérode après un geste de bonté. Il a alors bien fait de le supprimer. Salomé agite la menace d’une Mariane instigatrice d’une mutinerie du peuple si l’occasion venait à se présenter.
Hérode se laisse convaincre et ordonne l'exécution de sa femme.
Mariane, emprisonnée, est résolue à mourir. Elle y voit même un soulagement car elle ne supporte plus d’être mariée à un monstre. Le concierge lui apprend avec quelle émotion le peuple attend son exécution.
Alexandra, la mère de Mariane, se lamente d’une telle injustice mais préfère ne pas trahir ses sentiments.
Dans ses derniers instants avant de se rendre à l’échafaud, Mariane confie le soin de ses enfants au Capitaine des gardes venu la chercher.
Elle réassure que la tuer ne fera que disparaître son corps, mais,que son âme est pure et immortelle. Le Capitaine la presse de se dépêcher.
Mariane cherche à rassurer sa mère sur son âme en paix, Alexandra feint de la condamner durement.
Elle se repent immédiatement après le départ de sa fille de cette comédie qu’elle vient de jouer pour ne pas passer pour complice.

### Acte V
Hérode souffre affreusement de la mort de sa bien-aimée, à laquelle il a grand peine à croire. Il sait que sa Jalousie a été excessive.
Il a un espoir qu’elle ne soit encore exécutée pour aller la gracier, mais Narbal vient lui annoncer le décès de la Reine.
Hérode est tellement affecté qu’il s’en prend jusqu’au Soleil qui se levait pour mettre en lumière une telle situation. Il n’arrive pas à croire à la mort de Mariane, qu’il auréole maintenant de louanges.
Narbal conte au Roi avec quelle dignité Mariane s’est comportée jusqu’au trépas. Il avertit le Roi que le peuple ne croit pas à sa culpabilité.
Il raconte ensuite la rigueur feinte dont a fait preuve Alexandra, puis il rapporte les derniers mots de Mariane sur l’échafaud, qui clame son innocence.
Il décrit la mise à mort et les pleurs du peuple. Hérode est rongé par la honte et le remords.
Le Roi implore Narbal d’abréger ses souffrances en le tuant de son épée.
Il implore même son propre peuple de venir l’achever. Perdant l’esprit, il conjure alors le Ciel de venir punir et accabler son peuple qui n’ose pas se rebeller contre son Roi.
Narbal confie à Salomé et Phérore que le Roi est très tourmenté par la mort de Mariane.
Hérode se montre et semble perdu, il demande à voir la Reine.
Il s’effondre de nouveau de la mort de Mariane qu’il semblait avoir oubliée lorsque Salomé lui rappelle.
Le Roi rejette la faute sur son frère et sa sœur, qui lui ont insufflé toutes ces mauvaises pensées dans l’espoir de supprimer la Reine. Il se tourne vers le Capitaine des gardes et Narbal qu’il traite en véritables amis.
Mais il perd de nouveau la raison en oubliant qu’il a aussi fait exécuter l'Eunuque de la Reine. Narbal et le Capitaine s’inquiètent.
Narbal doit encore rappeler au Roi la mort de Mariane. Hérode l'encense maintenant telle une Sainte.
Il implore le pardon à Mariane et s’évanouit.
Narbal lâche la sentence : le Roi sait commander au peuple mais ne sait pas être maîtres de ses propres passions.

## Réception

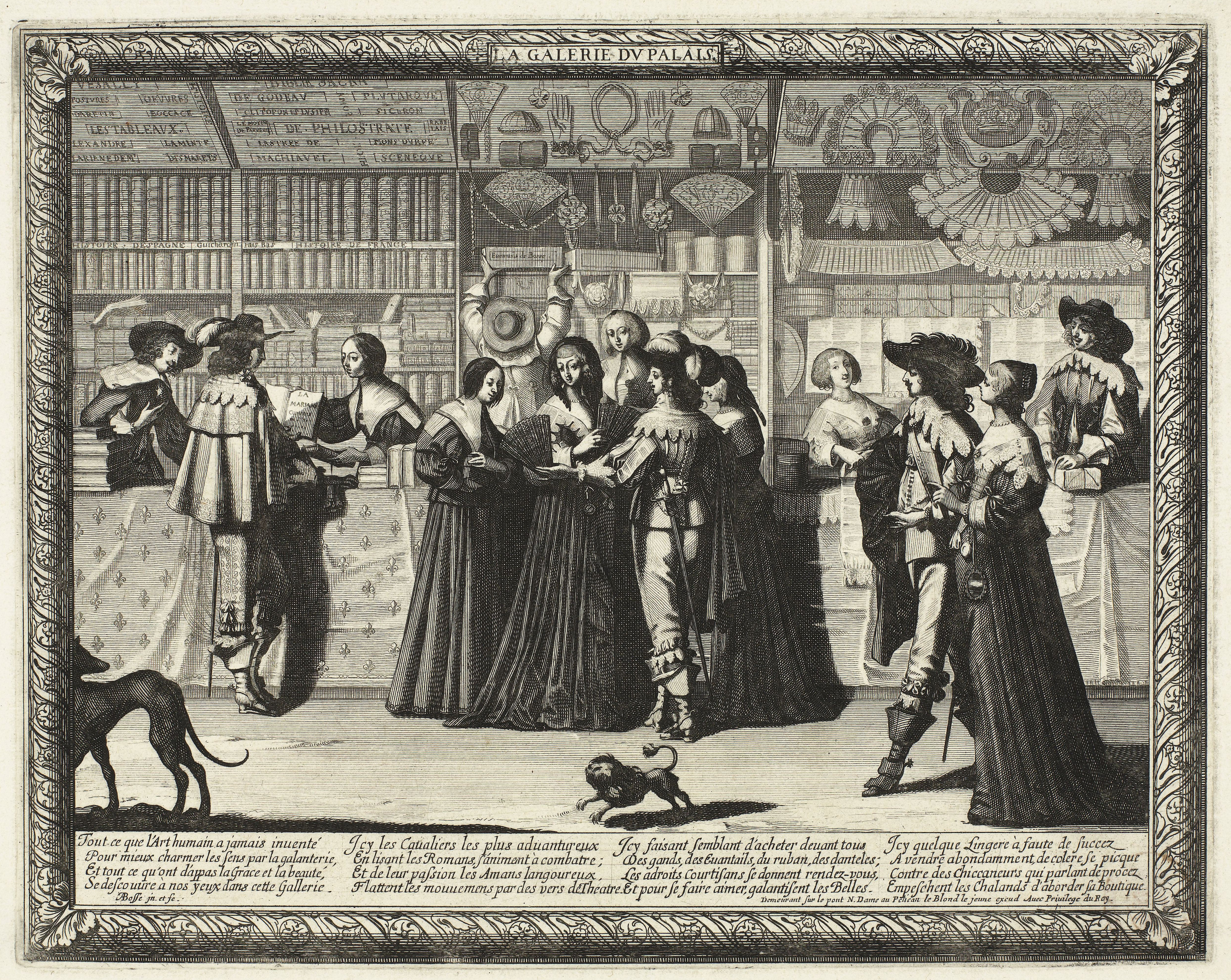
Gravure d'Abraham Bosse (1637). Une vendeuse présente La Mariane dans la galerie du Palais-Royal.

La Mariane est représentée au théâtre du Marais au printemps de 1636 : « On peut croire, d'après les usages de l'époque, que la pièce fut représentée avant le carnaval de 1636 ». Elle remporte « un succès immédiat qui dura le restant du siècle » : cette tragédie le fait considérer comme un rival de Corneille par ses contemporains. Tristan la dédie à son protecteur Gaston d'Orléans, mais si celui-ci « se montre assez facilement ému, son émotion ne durait jamais longtemps ».

## Postérité
L'œuvre fait date : Marcel Arland y voit « la première tragédie française qui offre des lignes aussi simples, et la première qui fasse de l'étude d'une passion son objet essentiel » — « Relisons-là : elle émeut encore et l'on peut aisément comprendre la faveur qui l'accueillit ».
Le nombre de rééditions de la pièce du vivant de l'auteur est impressionnant : en copie manuscrite conservée à la Bibliothèque nationale de France, en recueils collectifs, en livres in-4° ou in-12, pas moins de onze éditions différentes de La Mariane paraissent de 1637 à 1655, l'année même de la mort de Tristan.

### Éditions modernes
- Tristan L'Hermite et Guillaume Peureux (présentation), La Mariane, Paris, GF Flammarion (no 1144), 2003, 162 p. (ISBN 978-2-08-071144-1)[note 1]

#### Œuvres complètes
- Tristan L'Hermite et Roger Guichemerre (dir.), Œuvres complètes, tome IV : Les Tragédies, Paris, Éditions Honoré Champion, coll. « Sources classiques » (no 31), 2001, 560 p. (ISBN 978-2-7453-0384-4)
  - Daniela Dalla Valle, Introduction, p. 7-16,
  - Claude Abraham, Introduction et notes pour La Mariane, p. 19-133

#### Anthologies
- Jacques Scherer et Jacques Truchet, Théâtre du XVIIe siècle, vol. II, Paris, Gallimard, coll. « La Pléiade » (no 330), 1986, 1603 p. (ISBN 2-07-011107-5)
  - La Mariane, p. 261-329

### Ouvrages généraux
- René Bray, La formation de la doctrine classique en France, Paris, A.G. Nizet, 1966, 389 p.
- Collectif et Jean Tortel (éd.), Le préclassicisme français, Paris, Les Cahiers du Sud, 1952, 374 p.
Octave Nadal, La scène française d'Alexandre Hardy à Corneille, p. 208–217
Jean Tortel, Petit memento pour un demi-siècle, p. 232–259
- François Hédelin, abbé d'Aubignac, La Pratique du Théâtre, Paris, Antoine de Sommaville, 1657, 514 p. (lire en ligne)
- Marie-France Hilgar, La mode des stances dans le théâtre tragique français 1610-1687, Paris, A.G. Nizet, 1974, 263 p.
- (en) Henry Carrington Lancaster, A History of French dramatic Literature in the seventeenth century, Part I : The pre-classical Period (1610-1634), New York, Gordian Press, 1966 (1re éd. 1929), 790 p.
- (en) Henry Carrington Lancaster, A History of French dramatic Literature in the seventeenth century, Part II : The Period of Corneille (1635-1651), New York, Gordian Press, 1966 (1re éd. 1932), 804 p.
- (en) Henry Carrington Lancaster, A History of French dramatic Literature in the seventeenth century, Part III : The Period of Molière (1652-1672), New York, Gordian Press, 1966 (1re éd. 1936), 896 p.
- (en) Henry Carrington Lancaster, A History of French dramatic Literature in the seventeenth century, Part IV : The Period of Racine (1673-1700), New York, Gordian Press, 1966 (1re éd. 1940), 984 p.
- (en) Henry Carrington Lancaster, A History of French dramatic Literature in the seventeenth century, Part V : Recapitulation (1610-1700), New York, Gordian Press, 1966 (1re éd. 1942), 235 p.
- Gustave Lanson, Histoire de la littérature française, Paris, Librairie Hachette, 1895, 1158 p. (lire en ligne)
- Gustave Lanson, Esquisse d'une histoire de la tragédie française, New York, Columbia University Press, 1920, XII-155 p. (lire en ligne)
- Pierre Le Moyne, La gallerie des femmes fortes, Paris, Compagnie des libraires du Palais, 1647, 309 et 251 p. (lire en ligne), p. 93-109
- Claude et François Parfaict, Histoire générale du Théâtre français depuis son origine jusqu'à présent, t. V, Amsterdam, Aux dépens de la Compagnie, 1745, 489 p. (lire en ligne), p. 191-201
- René Rapin, Réflexions sur la poétique d'Aristote, et sur les ouvrages des poètes anciens et modernes, Paris, F. Muguet, 1674, 257 p. (lire en ligne)
- Eugène Rigal, Alexandre Hardy et le théâtre français à la fin du XVIe siècle et au commencement du XVIIe siècle, Paris, Librairie Hachette, 1889, 715 p. (lire en ligne)
- Jacques Scherer, La Dramaturgie classique en France, Paris, A.G. Nizet, 1951, 488 p.
- Tallemant des Réaux, Historiettes, vol. I, Paris, Gallimard, coll. « La Pléiade » (no 142), 2011 (1re éd. 1960), 1374 p. (ISBN 978-2-07-010547-2)
- Voltaire, Œuvres complètes : Commentaires sur Corneille, t. 31, Paris, Garnier Frères, 1880 (1re éd. 1764), 604 p. (lire en ligne)

### Études et monographies
- Anonyme, Vie de Tristan L'Hermite : « Préface d'une nouvelle édition de La Mariane », Paris, François Flahault, 1724, 88 p. (lire en ligne), p. IX-XIX
- Marcel Arland, Le Promenoir de Tristan, préface pour Le Page disgracié, Paris, Éditions Stock, coll. « À la Promenade », 1946, 324 p., p. 7-44
- Napoléon-Maurice Bernardin, Un Précurseur de Racine : Tristan L'Hermite, sieur du Solier (1601-1655), sa famille, sa vie, ses œuvres, Paris, Alphonse Picard, 1895, XI-632 p. (lire en ligne)
- Sandrine Berregard, Tristan L'Hermite, « héritier » et « précurseur » : Imitation et innovation dans la carrière de Tristan L'Hermite, Tübingen, Narr, 2006, 480 p. (ISBN 3-8233-6151-1, lire en ligne)
- (en) Thomas James Braga, Baroque imagery and themes in the theater of Tristan L'Hermite, Houston, Rice University, 1970, 255 p. (lire en ligne)
- Amédée Carriat (présentation et annotations), Tristan L'Hermite : Choix de pages, Limoges, Éditions Rougerie, 1960, 264 p.
- (it) Daniela Dalla Valle, Il Teatro di Tristan L'Hermite : Saggio storico e critico, Turin, Giappichelli, 1964, 340 p.
- Adolphe van Bever (notice et appendices), Tristan L'Hermite, Paris, Mercure de France, coll. « Les plus belles pages », 1909, 320 p. (lire en ligne)

### Articles et analyses
- Napoléon-Maurice Bernardin, Conférences faites aux matinées classiques du Théâtre national de l'Odéon : « Avant la représentation de La Mariane », t. IX, Paris, A. Crémieux, 25 février 1897, 268 p. (lire en ligne), p. 125-156
- Sandrine Berrégard, « La pratique de l'argument dans le théâtre de Tristan L'Hermite : de l'écriture dramatique à l'écriture narrative », XVIIe siècle, no 232,‎ 2006, p. 499-512 (lire en ligne)
- Sarah Nancy, « Violence et voix : les accents du conflit dans La Mariane de Tristan L'Hermite », Littératures classiques, no 73,‎ avril 2010, p. 403-413 (lire en ligne)
- Pierre Quillard, « Les poètes hétéroclites : François Tristan L'Hermitte de Soliers », t. V, Mercure de France, août 1892, 370 p. (lire en ligne), p. 317-333
- Ernest Serret, « Un précurseur de Racine : Tristan L'Hermite », Le Correspondant, no LXXXII,‎ 25 avril 1870, p. 334-354 (lire en ligne)

### Cahiers Tristan L'Hermite
- Cahiers Tristan L'Hermite, Tristan : Théâtre, Limoges, Éditions Rougerie (no XXII), 2000, 95 p.
Charles Mazouer, « La vision tragique dans La Mariane, La Mort de Sénèque et La Mort de Chrispe », p. 5–16
Catherine Guillot, « La fonction didactique du frontispice dans le théâtre de Tristan L'Hermite », p. 17–35
Daniela Dalla Valle, « Les songes tragiques de Tristan », p. 62–78